# DFS 230
DFS 230 byl nákladní kluzák německé Luftwaffe během druhé světové války.
Vyvinut a vyráběn byl Deutsche Forschungsanstalt für Segelflug (DFS - Německý výzkumný ústav bezmotorového létání) pod vedením konstruktéra Hanse Jacobse. Německý kluzák se později stal inspirací pro britský kluzák Horsa.[zdroj⁠?!] V leteckém závodě Českomoravských strojíren v Praze-Karlíně bylo za války vyrobeno dle různých zdrojů 450 až 500 kusů těchto kluzáků. Také bylo vyrobeno 14 kusů v Chocni v závodě Ing. J. Mráz, továrna na letadla. Na svou dobu měl výbornou klouzavost 1:18.
DFS 230 byl konstruován pro útočné výsadkové operace, při kterých mohl převážet až tunu vybavení nebo osm výsadkářů (+ pilota). Mezi nejslavnější akce, kterých se tyto kluzáky účastnily, patřilo obsazení belgické pevnosti Eben-Emael, invaze na Krétu, operace v severní Africe a osvobození italského diktátora Benita Mussoliniho německým komandem. 

## Vznik a vývoj

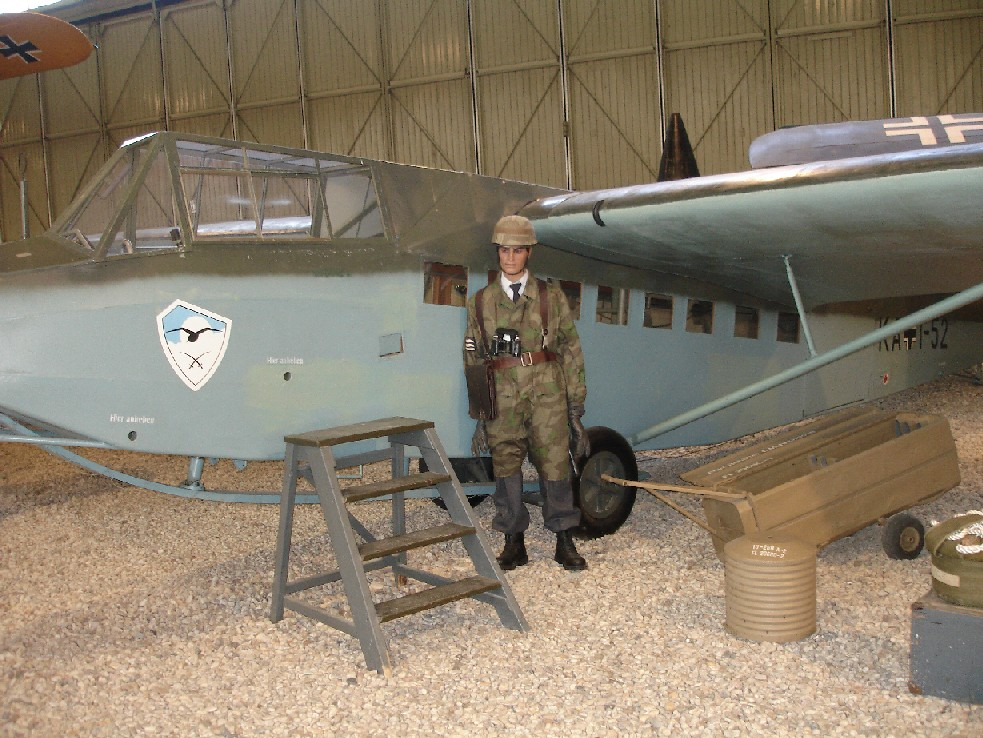
DFS 230 v muzeu na letišti Gatow v Berlíně.

Ve 30. letech 20. století věnovaly velkou pozornost vývoji kluzáků 2 mocnosti: Německo a Sovětský svaz. V Německu byl duchovním otcem výsadkových kluzáků generál Kurt Student a praktickým vykonavatelem jeho záměrů Ernst Udet, který vývojem tiché zbraně pověřil německý ústav plachtění (DFS - Deutsche Forschungsanstalt für Segelflug). Rychlý vývoj nové zbraně byl paradoxně nepřímým důsledkem Versailleské smlouvy z roku 1918, která Německu zakazovala, kromě malého počtu policejních letadel a kluzáků, vlastnit bojové letouny. Německo tak v bezmotorovém létání dosáhlo vrcholu, jeho plachtaře a sportovním letadlům patřily všechny nejprestižnější ceny a trofeje z mezinárodních soutěží, a tak se stalo, že na začátku války měla Luftwaffe stovky vyškolených pilotů. Výsledkem práce týmu konstruktérů, vedeného Hansem Jacobsonem, se stal v roce 1937 vzpěrový hornoplošník s velmi štíhlým trupem, který nezapřel podobnost se sportovními kluzáky. Odlišoval se však výškou trupu, ve kterém na polstrované lavici sedělo obkročmo a navíc zády ke směru letu devět výsadkářů. Pilot v kabině to měl jen o něco pohodlnější. Zkoušky prototypů dopadly dobře, pilotů a vojáků bylo dost a tak zbývalo už jen vyrobit dostatečné množství letadel pro nadcházející válku. Výroba začala ve vagónce Gotthaer Waggonfabrik, později i v továrně Erla, Hartwig a po okupaci Československa i v továrnách ČKD a Beneš-Mráz.

## Konstrukce

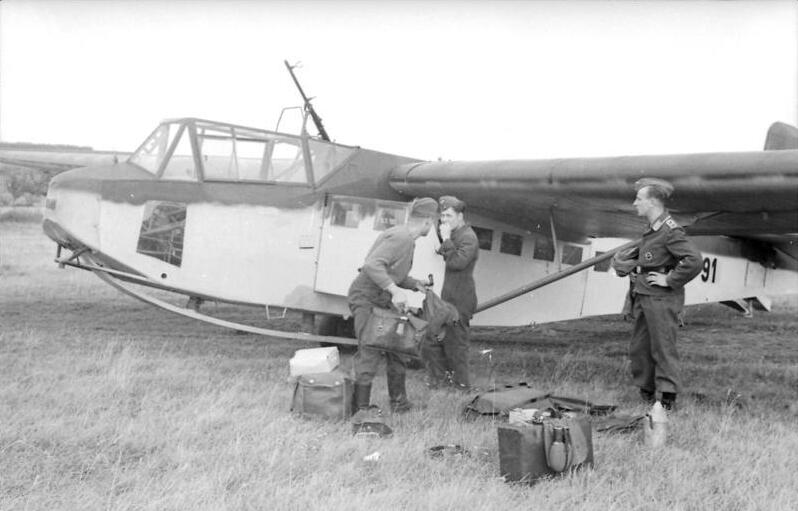
DFS 230 v Itálii, 1943

Křídlo bylo jednonosníkové, celodřevěné. S trupem bylo spojeno dvojicí vzpěr z ocelových trubek. Kostra trupu byla svařena z ocelových trubek potažená plátnem a na trubkové konstrukci uprostřed trupu byla lavice pro výsadkáře. Pilot seděl na plechovém sedadle v stísněné kabině vybavené jen základními přístroji. Posádka nastupovala malými dveřmi na levém boku trupu. K rychlému opuštění kluzáku po přistání sloužily velké odhazovatelné dveře na pravém boku. Některé kusy mohly být vyzbrojeny dvojicí kulometů na bocích trupu, jiné pohyblivým kulometem obsluhovaným osobou sedící za pilotem. Ocasní plochy měly celodřevěnou kostru potaženou plátnem.
Kluzák vzlétal na jednoduchém dvoukolovém podvozku, který byl po startu odhozen. K cíli byl obvykle vlečený na 40 m dlouhém laně, případně na krátké tuhé tyči, za nejrůznějšími letadly, např. Junkers Ju 52, Heinkel He 111 či Junkers Ju 87, dokonce prý i za upravenými kořistními československými dvojplošníky Avia B-534. Přistával na odpružené lyži pod trupem. Doběh po přistání byl u některých verzí zkracován brzdícím padákem, pokusně i raketami v přední části trupu.
Zbarvení bylo různorodé. Obvykle horní a částečně boční plochy byly tmavězelené barvy, někdy doplněné plochami černozelené, boky byly nastříkané světlemodrou barvou, občas se skvrnami zelené. Výsostné znaky a označení jednotky nesly obvykle jen na bocích trupu.

## Operační nasazení

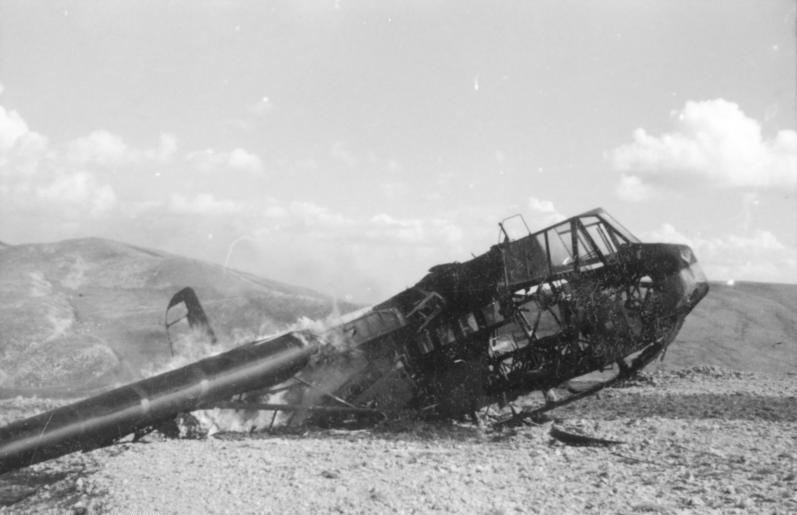
DFS 230 zničený německými vojáky po přistání při osvobozování Mussoliniho, 12. září 1943

DFS 230 byl prvním vojensky nasazeným kluzákem během druhé světové války. Toto prvenství získal nasazením při dobytí belgické pevnosti Eben-Emael. Na přesném výsadku na třech mostech přes těžko překonatelný Albertův kanál, se 10. dubna 1940 podílelo celkem pouze 72 vojáků, z nichž 6 padlo a 20 bylo nezvěstných. Navzdory takové chabé síle, se jim podařilo most udržet do příchodu pěších jednotek a pevnost zanedlouho padla. Dále byl DFS 230 nasazen u bojích o Krétu v květnu 1941 a jiných překvapivých výsadcích ve Středomoří.
Za obrovský úspěch označovala německá propaganda osvobození Mussoliniho z jeho vězení v pohoří Gran Sasso v srpnu 1943, o což se postaraly osádky kluzáků. Ty měly v přední části nainstalován raketový motor ke zkrácení přistání. Nezmínili však osud výsadkářů, kteří byli ponecháni svému osudu. Duce a Otto Skorzeny nasedli do letadla Fieseler Fi 156 Storch, které bylo jako jediné schopné vzlétnout a přistát v horách. Jak se měnil poměr sil na frontách, klesal i význam malých kluzáků. Přesto byly DFS 230 používány až do hořkého konce a jejich pravděpodobně poslední operací bylo na jaře 1945 zásobování vojsk obklíčených ve Vratislavi.
Do dnešních dnů se vzhledem k jednorázovému použití kluzáků zachovalo jen velmi málo kusů. Jeden z nich je kluzák vystavený v muzeu Gatow u Berlína.

## Verze
- 230A-1 - původní sériová verze
- 230B-1 - přidán brzdicí padák; možnost nesení obranné výzbroje
- 230C-1 - konečná výrobní verze; přidány brzdicí rakety
- 230F-1 - zvětšená kapacita na 15 vojáků

## Uživatelé
Německo
- Luftwaffe

 Rumunsko
- Rumunské letectvo dostalo od Německa neznámý počet kusů DFS 230, spolu s blíže nespecifikovaným množstvím upravených tažných Avií B-534.

## Specifikace

### Technické údaje
- Osádka: 1 pilot a až 8 výsadkářů
- Rozpětí: 21,1 m
- Délka: 11,3 m
- Výška: 2,8 m
- Nosná plocha: 38,1 m²
- Plošné zatížení: 53,5 kg/m²
- Hmotnost prázdného stroje: 770 kg
- Vzletová hmotnost : 2040 kg
- Maximální vzletová hmotnost : 2100 kg
- Pohonná jednotka: žádná

### Výkony
- Maximální rychlost: 161 km/h ve výšce 300 m
- Dolet: km
- Dostup: m
- Ztráta výšky při volném letu: 1,2 m/s